# Relentless (Natalie Grant)
Relentless è il sesto album in studio della cantante statunitense Natalie Grant, pubblicato nel 2008.

## Tracce
1. I Will Not Be Moved – 3:50 (Natalie Grant)
2. In Better Hands – 3:38 (Jim Daddario, Catt Gravitt)
3. Make It Matter – 3:45 (Grant, Bernie Herms, Matthew West)
4. Back at My Heart – 3:47 (Grant, Herms, West)
5. Let Go – 3:59 (Grant, Shaun Shankel)
6. Perfect People – 3:38 (Jason Barton, Sam Mizell, West)
7. Our Hope Endures – 4:24 (Grant, Christa Wells)
8. So Long – 4:35 (Grant)
9. Wonderful Life – 3:51 (Trina Harmon, Shankel)
10. Safe – 4:19 (Shankel)
11. Make a Way – 6:25 (Grant)
12. In Christ Alone – 5:32 (Keith Getty, Stuart Townend)